# ESPNews
ESPNEWS est une chaîne d'information sportive en continu produite par le groupe américain ESPN. Elle fut lancée le 1er novembre 1996 et diffuse des informations, des conférences de presse, des interviews ou des commentaires d'analystes du sport,.
Comme le reste du réseau ESPN, ESPNEWS appartient à 80 % à la Walt Disney Company et à 20 % à Hearst Corporation.
La chaîne ESPNEWS n'est pas incluse dans de nombreuses offres câblées aux États-Unis et est parfois considérée comme une chaîne optionnelle surtaxée. Afin de satisfaire les téléspectateurs ESPN a lancé ESPN Now en 1999.
La barre d'information défilante d'ESPN est beaucoup plus utilisée sur ESPNEWS. Elle permet d'afficher en plus des scores, des statistiques, des brèves ou les dates des prochains événements sportifs. La barre est même présente lors des pauses publicitaires.
Les réseaux radiophoniques XM Radio et Sirius Radio diffusent en simultané le contenu d'ESPNEWS.

## Émissions
- 4 Qtrs
- Around the Horn
- ESPNEWS Day
- ESPNEWS Early Evening
- ESPNEWS Late Night
- ESPNEWS Morning Final
- ESPNEWS Nightcap
- Football Friday
- Hockey Night
- Monday Night Nascar
- Monday Quarterback
- Pardon the Interruption
- The Highlight Express
- The Hot List
- The Pulse